# ثمانية وثلاثون قصير السبطانة (اختلال ضال)
«ثمانية وثلاثون قصير السبطانة» (بالإنجليزية: Thirty-Eight Snub)‏ هي الحلقة الثانية للموسم الرابع من مسلسل إيه إم سي التلفزيوني الدرامي اختلال ضال. كتبها جورج ماستراس وأخرجها ميشيل ماكلارين، بُثَّت على إيه إم سي في 24 يوليو 2011.

## وصلات خارجية
- «ثمانية وثلاثون قصير السبطانة» على إيه إم سي (بالإنجليزية)
- «ثمانية وثلاثون قصير السبطانة» على قاعدة بيانات الأفلام على الإنترنت (بالإنجليزية)